# Melanoplus mastigiphallus
Melanoplus mastigiphallus är en insektsart som beskrevs av Strohecker 1941. Melanoplus mastigiphallus ingår i släktet Melanoplus och familjen gräshoppor. Inga underarter finns listade i Catalogue of Life.